# مون‌واک (کتاب)
مون‌واک (به انگلیسی: Moonwalk، به معنی: قدم زدن بر روی ماه، ماه‌نورد)؛ یک کتاب خودزندگی‌نامه به نوشتهٔ مایکل جکسون است که در ۱ فوریه ۱۹۸۸ توسط انتشارات دابل‌دی منتشر شد. این کتاب پنج ماه پس از آلبوم بد منتشر شد و نام آن، از روی رقصی از مایکل جکسون با همین نام اقتباس شده‌است.
مایکل جکسون در این کتاب به مشکلاتی که بر سر راهش وجود داشت می‌پردازد و زندگی‌نامهٔ خود را از کودکی تا سن ۲۹ سالگی بیان می‌کند.
مقدمهٔ مون‌واک توسط ژاکلین کندی، همسر جان اف. کندی، ریاست جمهوری وقت ایالات متحدهٔ آمریکا، در ستایش از جکسون نوشته شده‌است.
این کتاب در همان ابتدای انتشارش تبدیل به کتابی پرفروش شد و در فهرست کتاب‌های پرفروش نیویورک تایمز در رتبهٔ ۱ قرار گرفت. همچنین در فهرست پرفروش‌ترین کتاب‌های دو روزنامهٔ تایمز و لس آنجلس تایمز نیز شماره یک شد. 
ماه‌نورد تا آپریل ۱۹۸۹ (یک سال پس از انتشار) توانست در ۱۴ کشور، بیش از ۴۵۰،۰۰۰ نسخه بفروشد.
این کتاب در ۱۳ اکتبر ۲۰۰۹، تقریباً ۴ ماه بعد از درگذشت ناگهانی مایکل جکسون دوباره منتشر شد و در مقدمهٔ آن، بری گوردی، مؤسس شرکت موتاون رکوردز و یکی از افراد قدرتمند موسیقی به ستایش از مایکل جکسون پرداخت.

## ترجمه فارسی
کتاب مون‌واک در اردیبهشت ۱۳۹۸ توسط انتشارات نوای مکتوب و به ترجمهٔ پرسا شیریان با عنوان «ماه‌نَوَرد» در ۵،۰۰۰ نسخه به چاپ رسیده است.

## واژه‌نامه
1. ↑  Doubleday